# Totem (Cotton Green)
Totem is de tweede cd van de band Cotton Green. Het album is opgenomen in de Sing Sing Studio in Metslawier en kwam in 1995 uit op het label Universe.

## Bezetting

### Cotton Green
- Wyger Smits – zang, gitaar
- Wilt Dijk – zang, contrabas
- Wander van Duin – zang, gitaar, banjo, mandoline, mondharmonica

### Gastmuzikanten
- Chris Semplonius – piano
- Kees Buurma - drums

## Tracklist
NB: track 2 en 3 staan op de artwork van de cd in de verkeerde volgorde vermeld.
1. Gotta Move On (Kevn Kinney)
2. Midnight Train A-running (Wander van Duin)
3. G-guitar Boogie (Wyger Smits, Wander van Duin)
4. Saint Martin’s Bridge Blues (Wander van Duin)
5. Walk On (Wilt Dijk)
6. Lady (Wander van Duin)
7. Pickin'While It Rains (Wander van Duin)
8. Good Times (Wilt Dijk)
9. Richard Cory (Paul Simon)
10. No Time To Waste (Wilt Dijk)
11. Sweet Devil (Wander van Duin)
12. Madame Jeanette (Mark Söngen)
13. Home With You (Wilt Dijk, Chris Semplonius)
14. Proud Mary (John Fogerty)
15. Sister Moon (Wander van Duin)